# Skaï
Pour l’article ayant un titre homophone, voir Sky.
Pour l’article homonyme, voir Skai TV.
Skaï ou Skai est une marque déposée dans les années 1960 de cuir artificiel du groupe industriel allemand (de) Konrad Hornschuch AG situé à Weißbach.